# Stenoptera
The gelechioid moth genus Stenoptera, established by Duponchel năm 1838, là một junior synonym of Esperia. The gall midge genus Stenoptera, invalidly established by Meunier năm 1902, has been renamed Neostenoptera.
Stenoptera là một chi thực vật có hoa trong họ, Orchidaceae.